# Leonard Springer

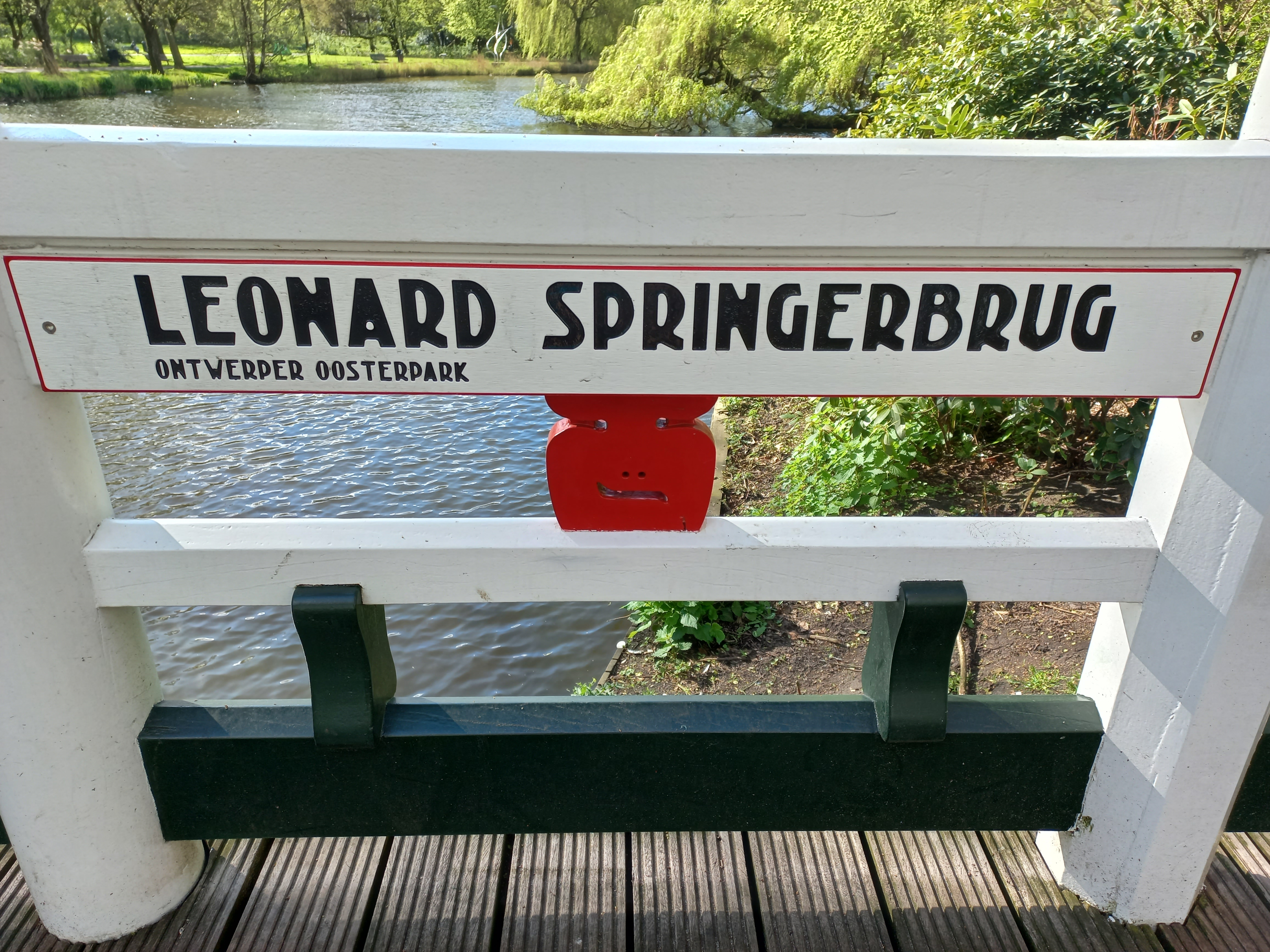
Naamplaat op Amsterdamse brug (april 2024)

Leonard Antony Springer (Amsterdam, 24 januari 1855 – Haarlem, 28 september 1940) was een Nederlands tuin- en landschapsarchitect.

## Levensloop
Springer was zoon van de kunstschilder Cornelis Springer en volgde in eerste instantie een opleiding tot boomkweker, maar maakte naam als tuinarchitect. Hij werd adviseur plantsoenen in Haarlem en Alkmaar. Daarnaast bleef hij vanuit Haarlem werken als zelfstandig tuinarchitect, in de traditie van de Engelse landschapsstijl.
Zijn eerste opdracht was het Bruine Hout te Lunteren, uit 1878. Tegen het einde van de 19e eeuw ging het economisch wat slechter en kreeg hij weinig opdrachten. Hij moest nog een tijdlang een baantje als leraar erbij nemen. In 1905 kreeg hij opdracht van François Adriaan Molijn voor het ontwikkelen van een villawijk en de (huidige) F.A. Molijnlaan te Nunspeet. In 1906 ontwierp hij de tuinen voor het landgoed Spelderholt, waar hij met 25 treinwagons met bosgrond de woeste gronden geschikt maakte voor de uitvoering. Van 1912 tot 1922 heeft hij, samen met enkele medewerkers, veel opdrachten kunnen uitvoeren. In deze periode werkte hij veel samen met architect Johan Wilhelm Hanrath. Na die tijd heeft hij meegeholpen een aantal verenigingen op te richten zoals de Bond van Nederlandse Tuinarchitecten (1922), de Nederlandse Dendrologische Vereniging (1925) en een opleiding voor tuinarchitecten (1928).
Het laatste grote werk van Springer was het ontwerp en de aanleg van Thijsse's Hof, de oudste heemtuin van Nederland. Hierbij werkte hij intensief samen met Jac. P. Thijsse, die het stuk grond van 2 ha bij zijn zestigste verjaardag in 1925 kreeg aangeboden door vrienden en de gemeente Bloemendaal om er een 'instructief plantsoen' te stichten. De uitvoering was in handen van Cees Sipkes, destijds een jonge hovenier en kweker van wilde planten. De tuin vervult in 2015 bij het negentigjarig bestaan nog steeds de instructieve functie van destijds en het oorspronkelijke ontwerp van Springer is vrijwel geheel intact gebleven.
In 1936 schonk hij zijn verzameling schetsen en geschriften aan de Landbouwhogeschool Wageningen.
Springer was de vader van kunstschilder Geertruida H. Springer.
Springer ligt begraven op de Algemene Begraafplaats aan de Bergweg in Bloemendaal. In Amersfoort, Deventer, Groningen, Haarlem, Leiden, Meppel en Waddinxveen zijn straten naar hem vernoemd.
In 2003 was er een tentoonstelling aan hem gewijd in het Teylers Museum in Haarlem.

## Werk
Hij ontwierp onder meer:
- Het Bruine Hout te Lunteren, (1878)
- Landgoed Nardinclant te Laren (NH)
- Landgoed Eyckenstein te Maartensdijk gem. De Bilt (1882)
- Het Rijsterborgherpark (Oude Plantsoen) (1887) en het Nieuwe Plantsoen (1914) te Deventer
- Tuin van Huis Heuven te Rheden (1889)
- Algemene begraafplaats Bosdrift te Hilversum (1890)
- Oosterpark (Amsterdam) (1891)
- Nieuwe Oosterbegraafplaats te Amsterdam (1892)
- Wilhelminapark (Breda) (1892)
- Landhuis Duin en Kruidberg te Santpoort (NH) (1895)
- Arboretum De Dreijen, onderdeel van de Botanische Tuinen Wageningen te Wageningen (1895)
- Wilhelminapark (Tilburg) (1897)
- Stadspark te Groningen
- Nieuwe Algemene Begraafplaats Meeuwenlaan in Woerden
- Villapark Duin en Daal in Bloemendaal
- Tuin van Landhuis Hemelrijk te Sint-Michielsgestel
- Omvormen voormalig Landgoed Brinkgreven tot psychiatrisch ziekenhuis, Deventer (1900)
- Stadspark Haarlemmerhout (renovatie) te Haarlem (1901)
- Zeeweg te Bergen van De Franschman naar Bergen aan Zee (ca. 1904)
- ontwerp Villawijk en hoofdweg (de huidige F.A. Molijnlaan) te Nunspeet (1904-1905)
- Aanleg tuin bij villa Spelderholt te Beekbergen (1906-1908)
- Formele tuin bij Kasteel Rechteren te Rechteren tussen Dalfsen en Ommen (1908?)
- Tuin van huis Klein Duimpje te De Steeg (1909)
- De Stadskweektuin te Haarlem (1910)
- Arboretum Poort Bulten bij De Lutte in Twente (1910)
- Park Beukenstein te Driebergen-Rijsenburg (1910)
- Parnassiapark te Bergen aan Zee, in samenwerking met Jac.P. Thijsse (1911)
- Tuin van huis Oostereng te Wageningen (1911)
- Tuin van buitenhuis Daelwijck (nu de Parel van Zuilen) te Utrecht (1911)
- Tuin en park van Huis Rhederoord te De Steeg (1912)
- Binnentuin Frans Hals Museum in Haarlem (geopend in 1913)
- Park Kalheupink in Oldenzaal (1913-1925)
- Wilhelminapark in Meppel (1914)
- Volkspark Rijssen (1914)
- Gedeelte van de tuin van Paleis Soestdijk (1915)
- Begraafplaats Oud-Rijswijk (1915)
- Van Heutszpark Coevorden (1915)
- Uitbreiding Begraafplaats Kleverlaan in Haarlem (1916)
- Tuinaanleg villa de Hulst in Oldenzaal (1916)
- Grote Slink te Oploo (1917)
- Kamper Stadspark en Engelenbergplantsoen te Kampen
- Tuinaanleg (voormalig) landgoed J. Spanjaard aan de Bospoort te Borne (1918)
- Erve Hulsbeek bij Oldenzaal (1918)
- Stadspark te Schoonhoven (1918)
- Leijpark in Tilburg (1919)
- Landgoed Den Vossenbosch in Hoge Hexel (1919)
- Tuin van Havezate Schoonheten tussen Heeten en  Raalte (1919)
- Begraafplaats Duinrust, Beverwijk (1920)
- Plantsoengedeelte van de Algemene begraafplaats Den Helder in Den Helder (jaren 1920)
- Wandelbos, Tilburg (jaren 1920)
- Waldeckpark in Maastricht (1921)
- Tuin van Huis Laag Oorsprong te Oosterbeek (1921)
- De Zeeweg (N200) tussen Overveen en Bloemendaal aan Zee (1921)
- Kasteelpark Helmond (1922)
- Verjonging Bloemendaalse Bos (1923)
- Tuin van de Dorschkamp te Wageningen (1925)
- Thijsse's Hof te Bloemendaal (1925)
- Park en arboretum van Singraven te Denekamp (1932)

## Eerbetoon
Op 30 september 2020 is op het voorplein van De Nieuwe Ooster het bronzen borstbeeld van Leonard Springer onthuld. Het beeld is gemaakt door beeldhouwer Harriët Jellema.
In 2023 werd in Amsterdam brug 159 in het Oosterpark, in 1929 ontworpen door Piet Kramer,  naar Springer vernoemd.
In tientallen plaatsen is een straat genoemd naar Leonard Springer.